# NGC 3009
NGC 3009 est une galaxie spirale vue par la tranche et située dans la constellation de la Grande Ourse. NGC 3009 a été découverte par l'astronome britannique John Herschel en 1854.

## Caractéristiques
Sa vitesse par rapport au fond diffus cosmologique est de 4 765 ± 15 km/s, ce qui correspond à une distance de Hubble de 70,3 ± 4,9 Mpc (∼229 millions d'al).
NGC 3009 présente une large raie HI et renferme également des régions d'hydrogène ionisé.

## Identification incertaine et complexe
Toutes les sources consultées identifient NGC 3009 à la galaxie PGC 28303, sauf le professeur Seligman qui soutient qu'il s'agit de la galaxie PGC 28330. Les données de l'encadré à droite sont celles de PGC 28303.
Les choses se compliquent si on considère la galaxie NGC 3010 qui a aussi été observée par John Herschel la même nuit. Comme il y a trois galaxies dans cette région, on assiste à un mélange assez complexe. Selon la base de données NASA/IPAC, PGC 28335 est NGC 3010, alors que PGC 28330 située juste sous PGC 28335 au sud est NGC 3010A. Toujours selon cette base de données, PGC 28340 plus au nord est NGC 3010C.
Simbad identifie la galaxie PGC 28330 à NGC 3010 et HyperLeda à PGC 28335. Les trois galaxies à l'est de l'image (PGC 28330, 28335 et 28340) sont toutes mentionnées sur le site de Wolfgang Steinicke et respectivement identifiées à NGC 3010B, 3010A et 3010C.
Puisque la galaxie NGC 28830 est la plus brillante des trois, il se pourrait que ce soit celle-ci qui a été observée par Herschel, mais selon le professeur Seligman, il s'agirait de NGC 3009 et non de NGC 3010. 

## Groupe de NGC 2998
NGC 3009 l'une des trois galaxies du groupe de NGC 2998. L'autre galaxie du groupe est UGC 5295 noté 0949+4305 (pour CGCG 0949.7+4305) dans l'article de Mahtessian.